# استوديو بابلسبيرغ

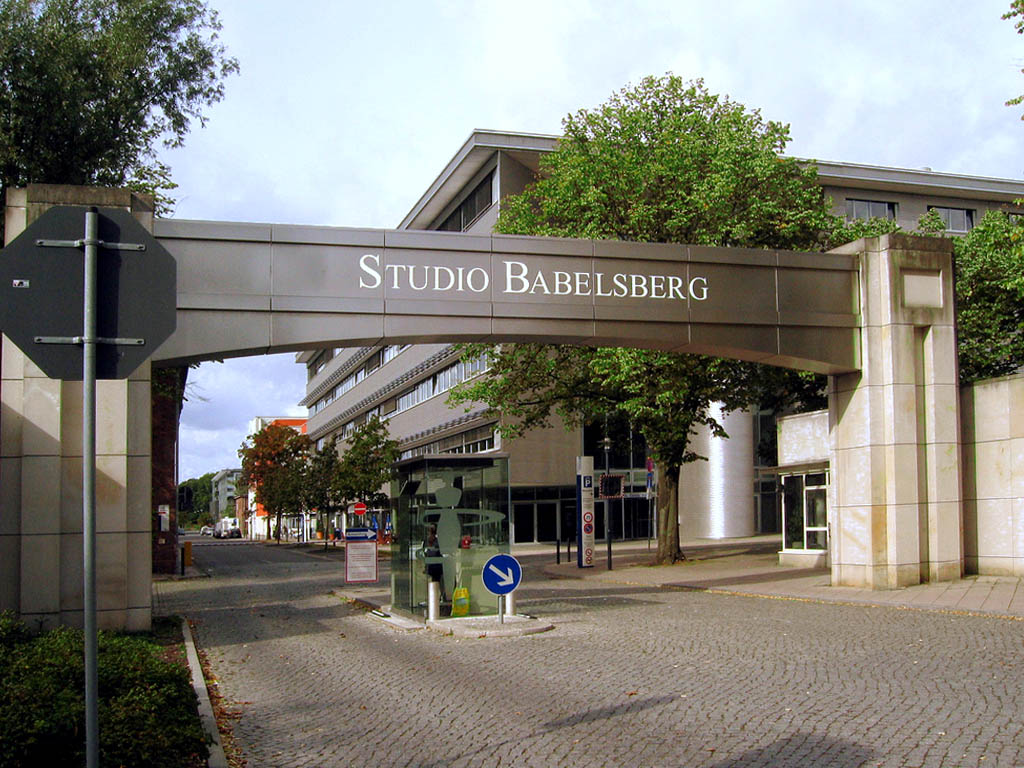
مدخل استوديوهات بابلسبيرغ

استوديو بابلسبيرغ للأفلام (بالألمانية: Filmstudio Babelsberg) هو أقدم استوديو صناعة أفلام رائد في العالم، حيث ينتج الأفلام منذ عام 1912 ويقع خارج العاصمة برلين في بابلسبيرغ ويغطي مساحة 25000 متر مربع كأكبر استوديو في أوروبا.